# 17e division légère d'infanterie
Pour les articles homonymes, voir 17e division.
Ne doit pas être confondu avec la 17e division d'infanterie (France)
La 17e division légère d'infanterie (17e DLI) est une unité militaire de l'Armée de terre française ayant existé et combattu à la fin de la bataille de France pendant la Seconde Guerre mondiale.

## Composition
Jusqu'à sa disparition, la division est commandée par le général Darde (sl).
- 90e régiment d'infanterie
- 110e régiment d'infanterie
- 97e régiment d'artillerie divisionnaire
- 121e groupe de reconnaissance de division d'infanterie

## Campagne de France
La 17e division légère d'infanterie est créée en juin 1940, à partir de rescapés de Dunkerque. Le 90e RI est formé des rescapés de la 18e division d'infanterie. Les deux régiments d'infanterie sont en sous-effectif et le régiment d'artillerie ne compte que deux groupes.
Sans avoir pu être organisée, la division est engagée en soutien de la 10e armée en difficulté en Normandie. Le 7 juin 1940, la division est attaquée par la 7e Panzerdivision du général Rommel, qui l'a surprend en ordre de marche. Elle subit de lourdes pertes.
Le 18 juin, sa retraite est bloquée, elle s'installe en position défensive dans la forêt de Mayenne près de Saint-Hilaire-du-Maine. Le 25 juin 1940, elle compte encore 1 500 hommes, encerclés par la Wehrmacht.

## Sources